# II. Hugó jaffai gróf
II. Hugó jaffai gróf, olykor Le Puiset-i Hugó (latinul: Hugo vagy Ugo de Joppe, franciául: Hugues du Puiset; Apulia, 1106 körül – Apulia, 1134–1137 között) frank származású szentföldi előkelő, keresztes lovag, körülbelül 1120–1134 között Jaffa grófja.
I. Hugó jaffai gróf fia, II. Balduin és leánya, Melisenda jeruzsálemi uralkodók rokona. 1134-ben fellázadt Fulkó jeruzsálemi király ellen vélhetően azért, mert a király megpróbálta félreállítani társuralkodó feleségét, Melisendát. A felkelés leverése után Hugót megfosztották birtokaitól és száműzetésre ítélték. Távozása előtt tisztázatlan körülmények között merényletet követtek el ellene, melyet ugyan túlélt, de apuliai száműzetésében hamar utolérte a halál.

## Élete

### Származása és gyermekkora
Születési ideje bizonytalan. Türoszi Vilmos jeruzsálemi krónikás szerint szülei II. Balduin jeruzsálemi király uralmának kezdetén, 1118-ban érkeztek a Szentföldre; s Puiset-i Hugó az út során jött világra Apuliában, de gyengeségére tekintettel a szülők nem vitték magukkal a csecsemőt, hanem anyai rokonaira, II. Bohemund tarantói hercegre és udvartartására bízták. Csak a 20. században, John La Monte történész érvelése nyomán vált elfogadottá, hogy a Türoszi Vilmos által megadott 1118 nem lehet a jó születési dátum. Egyrészt Türoszi Vilmos szerint II. Bohemund udvarában maradt a gyermek II. Hugó, ez azonban igen valószínűtlen, mivel II. Bohemund 1108-ban született, tehát 1118-ban, körülbelül 10 évesen nem lehetett unokatestvére gyámja. Másrészt az 1123-as házasságkötés biztos ténye mellett II. Hugó öt-hat évesen nősült volna meg, harmadrészt pedig apja 1110. szeptember 28-án már kétségtelenül Jeruzsálemben volt, mert tanúként szerepel egy e napon kelt királyi oklevélen. 1118 helyett szülei minden bizonnyal I. Bohemund antiochiai fejedelem és tarantói herceg 1106-os keresztes toborzásához csatlakoztak, és valószínűleg részt vettek a fejedelem 1107–1108-as balkáni hadjáratában. II. Hugó jaffai gróf a hadjáratot megelőzően, 1106 körül, vagy azt követően, 1110-ig bezárólag születhetett, és nem II. Bohemund, hanem az apja, a balkáni kudarc után Apuliába visszatérő I. Bohemund fogadta be udvarába és lett a gyámja.
A királyi hatalommal dacoló, a Capetingek ellen többször fellázadó Le Puiset-családból származott. Apja, II. Hugó, Le Puiset ura († 1118 körül) 1096–1106 között régensként uralkodott Le Puiset-ben kiskorú unokaöccse helyett. 1106 után a keresztes Keletre zarándokolt feleségével, ahol Jaffa, a Jeruzsálemi Királyság egyik legfontosabb kikötője környékén kapott földet. Tekintélyes báróvá mindazonáltal csak 1118-ban, anyai unokatestvére, II. Balduin jeruzsálemi király trónra lépésével vált: az idősebb Hugó birtokaiból II. Balduin grófi ranggal járó hűbéruradalmat kreált. Báróvá emelése után azonban az idősebb Hugó hamarosan meghalt. Felesége, II. Hugó jaffai gróf anyja Roucy Mabilla († 1120 körül) volt, aki Hauteville Szibilla leányaként, Robert Guiscard unokájaként a szicíliai normann Hauteville-házba tartozott. Megözvegyülését követően Roucy Mabilla feleségül ment III. Albert namuri gróf Albert nevű fiához. Mivel Puiset-i Hugó még kiskorú volt, Jaffát a mostohaapja kormányozta régensként. Türoszi Vilmos arról tudósít, Roucy Mabilla és Namuri Albert is rövid időn belül elhalálozott.
Puiset-i Hugó Apuliában nevelkedett, és csak nagykorúságának közeledésével szállt hajóra a Szentföldre, hogy ott átvegye apai örökségét. 1120. január 31-én már a Jeruzsálemi Királyságban tartózkodott, mert egy aznap kelt adománylevél szerint jelen volt az adományozás aktusánál.

### Jaffai grófként
Noha Apuliából a Szentfölre költözött, Jaffa felett az uralmat nem vette át azonnal, erre csak később, a nagykorúság küszöbének számító tizenötödik életéve betöltésekor került sor: az 1120-as adománylevélen mint Hugo de Joppe, filius Hugonis de Puteolo, nondum miles (’Jaffai Hugó, Puiset-i Hugó fia, még nem lovag’), tehát kiskorúként tüntetik fel, de 1123-ban már jaffai grófként szerepel pecsétje egy dokumentumon. Utóbbi évben vette feleségül Chocques-i Emmát, a néhai Arnulf jeruzsálemi pátriárka unokahúgát, a királyság egyik legfőbb bárójának, I. Garnier Eusztáknak az özvegyét. Garnier Euszták Caesarea és Szidón ura volt – halálával a két uradalom Emmával közös ikerfiaira, Eusztákra és Valterra szállt. A fiúk ekkor még kiskorúak voltak, ezért nagykorúságukig, körülbelül 1128-ig Szidónt és Caesareát is a mostohaapjuk irányította helyettük, akárcsak Chocques-i Emma birtokát, Jerikót. Ezáltal II. Hugó keze alatt összpontosult Haifa és Bejrút kivételével a partvonal és a beljebb eső gazdag síkság is. Szidón vélhetően 1131-ben, Euszták mostohafia halálával visszakerült II. Hugó uralma alá.
II. Hugó nem csak a házasság révén tett szert előnyös kapcsolatokra: apai nagybátyjai közül Galéran biredzsiki úr, Gilduin pedig a jozafáti Szent Mária-monostor apátja volt. Kiváltságos helyzetét erősítette, hogy II. Hugó volt a legközelebbi férfi rokona II. Balduinnak és Melisenda hercegnőnek, aki fiúörökös híján a trón várományosa volt.
Két olyan dokumentum is fennmaradt, melyben II. Hugó a még muszlimok tartotta Aszkalonban, illetve annak szomszédságában fekvő terület felett rendelkezik. Az első egy 1123-as, a feleségével közösen kiadott adománylevél a jozafáti Szent Mária-apátságnak; a második egy 1126-os okirat az ispotályos rendnek szánt aszkaloni tanyacsoportról, egy úgynevezett casalisról, ezt magánokirat mivolta dacára számos fontos báró látta el aláírásával. Ezekből arra lehet következtetni, hogy II. Balduin az unokaöccsének ígérte Aszkalont, amennyiben a kereszteseknek sikerül elfoglalniuk a várost.
Rangos báróként saját pecsétje volt, ezen a comes Hugo (’Hugó gróf’) felirat szerepelt, míg a saját nevében, illetve más nagyurak által kibocsátott okleveleken a comes, a dominus (’úr’) és a princeps (’fejedelem’) titulusokat használta. Apjával ellentétben a származására, egyben családjára utaló de Puzath vagy de Puteolo (’Puiset-i’) néven soha nem említik az oklevelek, azokon mindig „Jaffai”-ként hivatkoznak rá. Legfontosabb embereinek egyike Ibelin Bariszan connétable volt.

#### A bárói felkelés
A jeruzsálemi királyi családhoz fűződő rokonsága akkor vált kiemelten jelentékennyé, amikor 1131-ben II. Balduin halálával Melisenda és a férje, Anjou Fulkó lettek Jeruzsálem fejedelmei társuralkodókként. Türoszi Vilmos krónikájában azt írja, az uralkodóváltás után „ismeretlen okból kifolyólag komoly ellenségeskedés támadt a király és Hugó gróf között.” Ezzel együtt beszámol arról az udvari szóbeszédről, mely szerint a gróf és a királynő „túl bensőséges” viszonyba kerültek egymással, és a király emiatt heves féltékenységet érzett – maga Türoszi Vilmos ezt nem tartotta igaznak, ezért mondja „ismeretlennek” az ellentét eredetét. Orderic Vitalis krónikás arra vezeti vissza a konfliktust, hogy Fulkó király elmozdította a királyság régi nagyurait és nemeseit a posztjukról, majd saját embereit ültette a helyükre.
Anjou Fulkó haragját a mostohaapja iránt ellenszenvvel viseltető Garnier Valter is szította. Hans E. Mayer történész azt feltételezi, Valternek kapóra jött, hogy a királyt a mostohaapja ellen hangolhatja, mert arra számított: ha II. Hugó kegyvesztett lesz, visszaszerezheti tőle Szidónt – ikertestvére halálával ugyanis a város nem hozzá, hanem mostohaapjához került.
Az udvar két részre szakadt a király és emberei, valamint a királynő és támogatói, II. Hugó és Romain du Puy, Oultrejourdain ura között. A királynő köréhez tartozott valószínűleg La Fontanelle-i Ralf, a Betlehem melletti Bait Faddzsar hűbérura és a veje, Parenty Gottfried. A helyzet odáig fajult, hogy Gautier Valter a király ellen forralt összeesküvéssel vádolta meg a jaffai grófot a királyi tanács ülésén, és kihívta őt párbajra. II. Hugó a birtokán maradt, s nem jelent meg a kitűzött napon; távollétében a királyi tanács bűnösnek találta felségsértésért. Ez a birtokok elkobzásával járt. Az ítéletről értesülvén a gróf az egyiptomi kézen lévő Aszkalonba menekült, tőlük kért segítséget a király ellen. Ezt a keresztesek közötti belviszálynak örvendő, abban saját erősödésükre potenciát látó Fátimidák meg is adták II. Hugónak. Visszatért Jaffába, az egyiptomi katonák pedig a termékeny Saron-síkságot pusztították, s egészen Arszúfig behatoltak a királyság területére. A hírre a király útra kelt a jeruzsálemi sereggel Jaffa alá; annak várkapitánya, egyben II. Hugó főparancsnoka, Ibelin Bariszan és vele együtt a többi vazallusa az aszkaloniakkal való szövetkezés hatására elpártoltak II. Hugótól, és Ibelin Bariszan ellenállás nélkül átadta a települést a királynak. II. Hugó nem számított többé ígéretes szövetségesnek az aszkaloniak számára, ezért ők is elfordultak tőle; az egyedül maradt gróf kénytelen volt megadni magát Anjou Fulkónak. Messines-i Vilmos jeruzsálemi pátriárka közbenjárására, továbbá egy esetleges polgárháború rémétől tartva a király nem rótt ki szigorú büntetést az árulónak tekintett II. Hugóra: három évre száműzte azzal a kitétellel, hogy a kiszabott idő után visszahelyezi birtokaiba, de távolléte alatt a birtokok jövedelme a királyt illeti. Ez enyhébb büntetés volt az elmaradt párbajt követően eredetileg kiszabott birtokelkobzásnál, a gróf hiába tetézte közben bűneit azzal, hogy az ellenséggel szövetkezett.
II. Hugó Jeruzsálemben várt az alkalmas időre az elutazásához. Egy nap a Szűcsök utcájának egyik boltja előtt játszott kockajátékot, amikor egy breton lovag kardot rántott, és a járókelők szeme láttára többször megszúrta. Azonnal felmerült a gyanú, hogy a király rendelte el a merényletet, de legalábbis a hallgatólagos beleegyezésével történt. A közvélemény az áldozat pártját fogta: az emberek „úgy vélték, hogy bárminemű ellene felhozott vád teljes egészében rosszindulatból fakadt”. Anjou Fulkó önnön hírnevét féltve bíróság elé állíttatta a lovagot; a bírák egyhangúan végtagjai levágása általi halálra ítélték. A nyilvános kivégzésen tett vallomása szerint a breton saját ötletéből vetemedett a merényletre, mert ezzel akarta elnyerni a király kegyét. II. Hugó súlyos sebeket szerzett, de túlélte az esetet. A gróffal történtek után a király és II. Hugó legfőbb ellenei hónapokon keresztül féltették az életüket a mélységesen felháborodott Melisenda királynőtől és híveitől.
Noha személyesen II. Hugó számára a felkelés súlyos következményekkel, szentföldi pozíciójának és kis híján életének elvesztésével járt, Melisenda királynő szemszögéből kívánatos eredményeket hozott. Mozgósította híveit, elsősorban az egyházat, segítségükkel enyhe büntetést eszközölt ki unokafivérének, a gróf elleni merényletre válaszul pedig olyannyira megkeserítette férje és ellenfelei életét, hogy férje nem tehetett mást, mint hogy Melisendával együttműködve uralkodik tovább. Az Anjou Fulkó által jeruzsálemi királyként, a lázadás után kibocsátott okleveleken rendre feltüntették, hogy azok Melisenda királynő, 1138-tól fogva pedig Melisenda királynő és Balduin királyfi beleegyezésével íródtak. Türoszi Vilmos szerint a továbbiakban a király „semmibe, még apró-cseprő ügyekbe sem fogott bele anélkül, hogy arról [a királynőnek] ne lett volna tudomása”.

##### Történészi vélemények

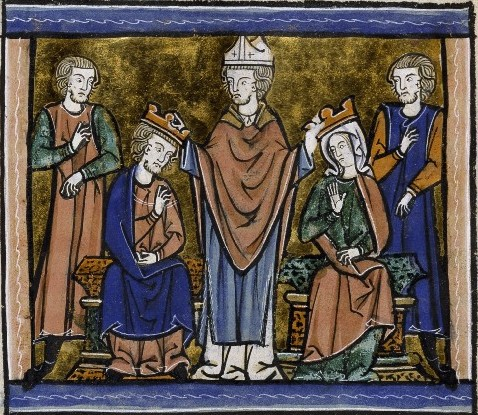
Melisenda és Fulkó jeruzsálemi királlyá koronázása

A 20. század végére vált elfogadottá a középkorászok körében, hogy II. Hugó lázadásának hátterében nem szerelmi ügy, hanem az húzódott, hogy Anjou Fulkó megpróbálta kiszorítani a hatalomból társuralkodó hitvesét. Ez együtt járt a feleségéhez hű bárók és tisztviselők lecserélésével, s esetlegesen annak veszélye is felmerült, hogy a következő király nem Melisenda fia, Balduin lesz, hanem Anjou Fulkó megkísérli átruházni az örökséget első házasságából született egyik gyermekére. Hans E. Mayer, Alan V. Murray és Malcolm Barber is kiemelte, hogy a Melisenda hűtlenségéről terjesztett pletyka alapot szolgáltathatott volna az asszony eltaszítására és zárdába kényszerítésére, valamint Balduin királyfi származásának, ebből kifolyólag pedig trónöröklési jogának kétségbe vonására. Bernard Hamilton a korabeli forrásokban nem lát arra utaló jelet, hogy Anjou Fulkó így akart volna elbánni a második feleségével és a tőle született fiával; a történész szerint a király célja Melisenda státusának lefokozása volt társuralkodó királynőből királynévá, az egyeduralkodó feleségévé. Mindkét eshetőség mellett igaz, hogy legközelebbi férfi rokonként II. Hugó állt a királynő érdekeit védelmébe vevő csoport élére. Mayer megjegyzi, hogy a grófot a nemesség jelentős része támogatta, és „[…] vazallusai meg voltak győződve ügyének igazáról, mert kitartottak mellette mindaddig, míg el nem követte azt a végzetes hibát, hogy a szaracénokkal szövetkezett.” A közvélemény, illetve a jeruzsálemi pátriárka vezetésével az egyház is Melisenda királynő pártját fogta, ami a királynő házasságtörése esetében nehezen lenne elképzelhető.
A Melisendát érintő ügyeken kívül Anjou Fulkó személyesen II. Hugótól is félthette hatalmát egyfelől a jaffai gróf kezében összpontosuló uradalmak mérete, másfelől a neki ígért aszkaloni feudum miatt. Steven Tibble azt elemezte, 1134 után Anjou Fulkó miként gyengítette a Jaffai Grófságot azzal, hogy önálló uradalmakat hasított ki belőle: így például a bethgibelini ispotályos, a ramlai és az ibelini uradalmat.
A lázadást Türoszi Vilmos összeköti azzal, hogy a keresztes fősereg lekötöttségét kihasználva a damaszkuszi atabég egy meglepetésszerű támadással elfoglalta a bánjászi erődöt: ez az arab feljegyzések szerint 1132. december 11-én történt, miután novemberben a damaszkusziakhoz eljutott annak híre, hogy a frankok között szokatlanul nagy a széthúzás. Hans E. Mayer véleménye szerint az arab történetírók ezalatt nem a jaffai eseményekre, hanem az antiochiai–tripoliszi lázadásra utaltak, mivel 1133-ban II. Hugó mint jaffai gróf bocsátott ki oklevelet, és ekkor még mellette voltak azok a vazallusai, akik árulása után a király oldalára álltak. 1132–33 folyamán ráadásul a király alig tartózkodott Jeruzsálemben, mert Antiochiában igyekezett megszilárdítani a békét és fennhatóságát az ottani zendülés után, ezért a jaffai események nehezen illeszthetők be az idővonalba.
1134 júliusában II. Hugó az Antiochiai Fejedelemséghez tartozó Laodiceában, az Anjou Fulkó elleni sikertelen lázadás miatt ide száműzött Aliz özvegy antiochiai fejedelemasszony udvarában tanúskodott egy oklevélnél. II. Balduin második leányaként Aliz ugyanúgy II. Hugó unokatestvére volt, mint Melisenda. John La Monte történész a bárói felkelésnél későbbre teszi a laodiceai tartózkodását, szerinte II. Hugó Laodiceából a száműzetésének megkezdéséhez utazott Akkonba, ekkor érte ott merénylet. Türoszi Vilmos viszont azt írja, az orvtámadás helyszíne Jeruzsálem volt, nem Akkon; Mayer pedig úgy érvel, hogy kudarca után II. Hugó számára „nem lett volna tanácsos” Laodiceába menni a szintúgy kegyvesztett és száműzött Alizhoz – saját lázadása előtt viszont érdemes lehetett még tárgyalni az unokanővérével. Ennek fényében Mayer a jaffai eseményeket II. Hugó laodiceai tartózkodásánál későbbre, 1134 második felére teszi.

### Magánélete
Türoszi Vilmos leírásában „Hugó gróf fiatal volt, magas és jóképű. Kitűnt katonai tehetségével, és mindenki megnyerőnek találta. A természet bőkezűen ellátta ajándékokkal; kétségtelen, hogy a fizikai szépség, a nemes származás, valamint a hadászat művészetében nem volt párja a királyságban. A [királynővel kapcsolatos] szóbeszéd súlytalanná tevésére törekedve egyesek azt mondták, a [gróffal szembeni] gyűlölet egyetlen forrása túlzó elbizakodottsága és nagyképűsége volt: nem engedelmeskedett a királynak, ahogy az ország többi bárója tette, és makacsul megtagadta parancsai teljesítését.”
Felesége a nála idősebb Chocques-i Emma († 1133 után), más névváltozatban Emelota, akivel 1123 második felében, de legkésőbb 1124 áprilisa előtt kelt egybe, mert ekkor már házastársakként juttattak adományt az egyháznak az asszony jerikói birtokán. A friggyel II. Hugó felesége első házasságából született ikerfiai, Garnier Euszták és Valter mostohaapja és gyámja lett. Alan V. Murray szerint az asszony részéről az magyarázza a másodszori férjhezmenetelt, hogy első férje, az idősebb Garnier Euszták szervezkedett II. Balduin ellen a király fogsága alatt. Garnier Euszták halála után özvegye úgy tudta megvédeni fiai örökségét II. Balduin retorziójától, hogy feleségül ment a király unokaöccséhez. II. Hugó számára azért bizonyult előnyösnek a házasság, mert ennek révén kiskorú mostohafiai nevében ő uralta Szidónt és Caesareát. A korabeli források nem szólnak arról, hogy II. Hugónak és Emmának lett volna közös utóda. Felesége legkésőbbi említése az okleveleken 1133-ra datálható, a II. Hugó által jaffai grófként utolsónak kibocsátott adománylevélen szerepel.

### Későbbi sorsa
További sorsáról Türoszi Vilmos annyit ír, hogy sebeinek gyógyulásáig a királyságban maradt, de felépülése után apuliai száműzetésbe vonult: „szíve telve volt bánattal a közelmúltban elszenvedett sérülések és amiatt, hogy a rendelet értelmében koldusként kényszerült bolyongani idegen helyeken, atyai örökségéből száműzöttként.” Apuliában unokafivére, II. Roger szicíliai király szívélyesen fogadta, és átadta neki Gargano grófságát. A néhai gróf azonban nem sokkal később, a három esztendő letelte előtt meghalt, a Szentföldre soha nem tért vissza.
Halála után a Jaffai Grófság visszaszállt a koronára, és 1151-ig királyi birtok maradt – ekkor Melisenda második fia, Amalrik kapta meg, és hosszú ideig az aktuális uralkodó egyik közeli rokona viselhette csak a címet.  Feltételezhetően törvénytelen módon II. Hugó feleségének uradalma, Jerikó is elkoboztatott és került ezáltal királyi, később adományként egyházi kézbe.